# Mungu ibariki Afrika
Mungu ibariki Afrika ist die Nationalhymne von Tansania. Die Melodie ist die der
1897 von dem Südafrikaner Enoch Mankayi Sontonga komponierten Hymne Nkosi Sikelel’ iAfrika (Gott, segne Afrika), die auch die Nationalhymne Sambias sowie einen Bestandteil der südafrikanischen Nationalhymne bildet. Der Text in der Amtssprache Swahili basiert auf dem von Sontonga verfassten Original.
Die Hymne wurde in nahezu identischer Fassung bereits von der Republik Tanganjika verwendet, allerdings wurde in der zweiten Strophe noch Bezug auf den damaligen Landesnamen Tanganyika genommen. Nach der Vereinigung mit Sansibar zur Vereinigten Republik von Tansania am 26. April 1964 trat die heute gültige Textfassung in Kraft.
| Swahili Mungu ibariki Afrika Wabariki Viongozi wake Hekima Umoja na Amani Hizi ni ngao zetu Afrika na watu wake. CHORUS: Ibariki Afrika Tubariki watoto wa Afrika. Mungu ibariki Tanzania Dumisha uhuru na Umoja Wake kwa Waume na Watoto Mungu Ibariki Tanzania na watu wake. CHORUS: Ibariki Tanzania Tubariki watoto wa Tanzania. |  | Deutsche Übersetzung Gott, segne Afrika! Segne seine Führer! Weisheit, Einheit und Frieden - diese sind unsere Schilde: Afrika und seine Menschen. CHORUS: Segne Afrika, Segne uns, die Kinder Afrikas. Gott, segne Tansania! Bewahre Freiheit und Einheit für Frauen, Männer und Kinder! Gott, segne Tansania und sein Volk! CHORUS: Segne Tansania, Segne uns, die Kinder Tansanias. |